# Rogelio Cerda Pérez
Rogelio Cerda Pérez (Monterrey, Nuevo León, 21 de noviembre de 1951) es un político mexicano, miembro del Partido Revolucionario Institucional. Ha ocupado entre otros cargos los de diputado federal y Secretario General de Gobierno de Nuevo León. Fue titular de la Procuraduría Federal del Consumidor.

## Estudios
Rogelio Cerda Pérez es abogado egresado de la Facultad de Ciencias Jurídicas de la Universidad Autónoma de Nuevo León; tiene dos maestrías, una en Jurisprudencia Comparada y otra en Derecho en Comercio Internacional, ambas por la Universidad de Austin y un doctorado en Derecho.
Entre 1971 y 1977 ejerció de forma particular su carrera profesional.

## Carrera política
En 1977 fue funcionario del consulado de México en Austin, Texas, en 1979 pasó a ocupar el cargo de director de prensa y relaciones públicas del ayuntamiento de Monterrey y de 1985 a 1988 fue director general de gobierno de la Secretaria General de Gobierno del estado en el gabinete de Jorge Treviño Martínez.
En 1993 fue nombrado coordinador general de comunicación social de Servicios de Agua y Drenaje de Monterrey y de 1995 a 1996 coordinador de comunicación y prensa del gobierno del estado, siendo gobernador Sócrates Rizzo. Desde ese año hasta 2003 fue delegado en Nuevo León de la Procuraduría Federal del Consumidor.
En 2003 el gobernador de Nuevo León, José Natividad González Parás, lo nombró subsecretario general de gobierno y en 2005 pasó a ocupar la titularidad de la misma secretaría. Permaneció en dicho cargo hasta 2007 en que renunció al cargo. En 2009 fue postulado candidato del PRI a diputado federal por el Distrito 12 de Nuevo León.
Electo para la LXI Legislatura, ocupó el cargo de ese año hasta 2012. Ocupó la presidencia de la comisión bicameral de Seguridad Nacional y en la Cámara de Diputados de la de Defensa Nacional; además fue integrante de las comisiones Jurisdiccional, de Presupuesto y Cuenta Pública, de la Segunda de Trabajo y de Comunicaciones.
Posteriormente fue delegado del PRI en los estados de Zacatecas y de Puebla. El 14 de agosto de 2017 el presidente Enrique Peña Nieto lo nombró titular de la Procuraduría Federal del Consumidor.